# تلاغ
تلاغ بلدية ومركز دائرة تلاغ في ولاية سيدي بلعباس شمال غرب الجزائر.

## أعلام
- آلان ميمون